# Utgårdaloke

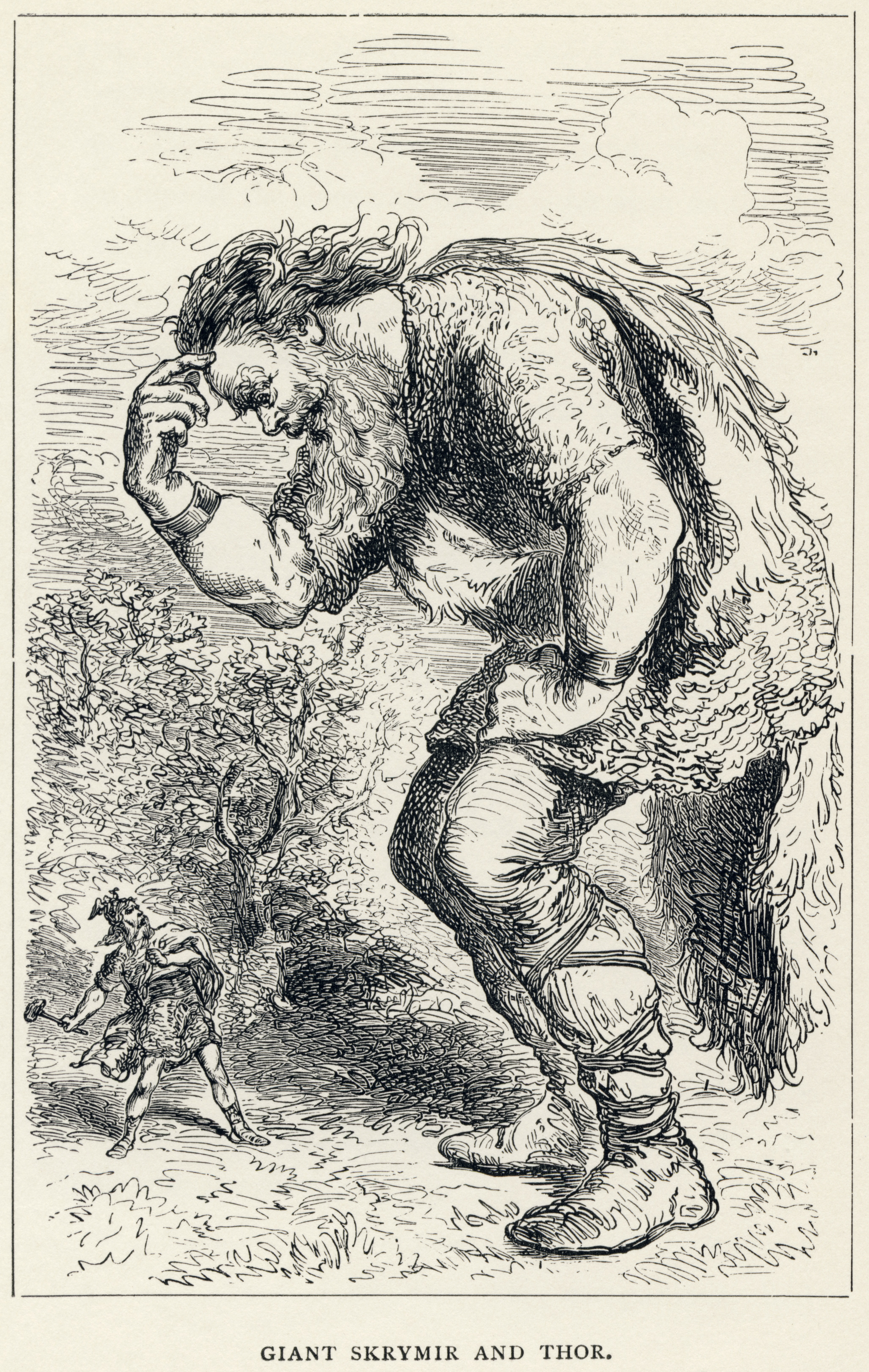
Skrymer och Tor.

Utgårdaloke (eller Skrymer) var i nordisk mytologi kung i jättarnas rike Utgård.
Då Tor och Loke begav sig till jättarnas land, kom de till sist till det extremt stora Utgård, där härskaren Utgårdaloke tog emot dem. Han föreslog att Tors män skulle tävla med jättens i idrotter. Till sist blir det Tors tur. Han ska dricka ur ett jättelikt horn, men lyckas inte. Han ska lyfta en katt från golvet, men orkar bara rubba den ena tassen. Slutligen ska han brottas med jättens gamla fostermor Elle, som emellertid tvingar Tor på knä. När Tors sällskap nästa dag ska ge sig av, så avslöjar Utgårdaloke att han bedragits av skenet. Dryckeshornet rymmer hela havet, katten är Midgårdsormen och Elle är själva ålderdomen, som besegrar alla.